# Независимые товары

Два товара X и Y независимы и имеют нулевой перекрестной эластичности спроса, так как цена товара Y растет, а спрос на товар X остается постоянной

Независимые товары — такие товары или услуги, для которых изменение цены на один из них не оказывает влияния на потребление другого.

## Определение
Независимые товары — такие товары, для которых изменение цены на один из них не оказывает никакого влияния на другой. Это те блага, потребление которых при прочих равных условиях остаётся неизменным.
Примерами таких благ является пишущая машинка или мороженое.
Товары считаются независимыми, если значение перекрёстной эластичности спроса равно нулю:
{\displaystyle E_{XY}^{D}={\frac {\Delta Q_{X}/Q_{X}}{\Delta P_{Y}/P_{Y}}}={\frac {\Delta Q_{X}}{\Delta P_{Y}}}{\frac {P_{Y}}{Q_{X}}}=0},
где {\displaystyle D} — это эластичность спроса, {\displaystyle XY} — перекрёстная эластичность спроса двух любых товаров, {\displaystyle Q} — количество купленного товара, {\displaystyle P} — цена товара. То есть формула перекрёстной эластичности спроса показывает степень изменения спроса на товар {\displaystyle X} в ответ на изменение цены другого товара {\displaystyle Y}.